# Бронштейн Наталія Володимирівна
Наталія Володимирівна Бронштейн, до шлюбу Петрова (рос. Бронштейн Наталья Владимировна; нар. 23 серпня 1970, Київ, УРСР, СРСР) — радянська та ізраїльска кінорежисерка, сценаристка театру і кіно.

## Біографічні відомості
Її батько Корнієнко В'ячеслав Миколайович. 
У 1992 році закінчила Театральний інститут імені Бориса Щукіна (майстерня Ю. Авшарова). Будучи студенткою, яскраво дебютувала в кіно, зігравши головну роль у фільмі Валерія Тодоровського «Любов» (1991). Фільм був відзначений багатьма нагородами, зокрема і Призом за найкращу жіночу роль на кінофестивалі в Монпельє (Франція) в 1992 році.
У 1992—1993 рр. працювала в театрі «Вчена мавпа». З 1998 року грала в московському театрі «Гравці» на базі Московського Театру імені М. В. Гоголя.
У 1999 році номінувалася на премію «Чайка» за роль у виставі «За зачиненими дверима» за Ж. П. Сартром.
У 1999 році закінчила Вищі курси сценаристів і режисерів (майстерня Олександра Мітти — Вища режисура при Держкіно). В якості режисерки дебютувала в 2001 році з фільмом «Дорога», так само виступивши в якості сценаристки і виконавиці головної ролі.

## Фільмографія

### Акторка
- «Любов» (1991, Марія)
- «Любов на острові смерті» (1991, Шейла)
- «Нога» (1991, Камілла)
- «Поки грім не вдарить» (1991, епізод)
- «Вовчиці» (1992, дружина Жерве)
- «Короткий подих кохання» (1992, епізод)
- «Винос тіла» (1992, Кларіче, подруга онука Молоканова)
- «Дорога до раю» (1993, Мішель Бертомьє)
- «Чорна вуаль» (1995, Пані Леоні, циркачка)
- «Охоронці пороку» (2001, т/с, Діана; Росія—Україна)
- «Чорна кімната» (кіноальманах): новела «Клеопатра» (2001, Яна)
- «Головні ролі» (2002, т/с, Марія Кірєєва)
- «Дорога» (2002, Діна)

### Кінорежисерка
- «Дорога» (2002)
- «Парі» (2008)

### Сценаристка
- «Дорога» (2002)
- «Парі» (2008, у співавт.)